# Kabel (ekonomia)
Kabel – termin odnoszący się do kursu walutowego spot dolara amerykańskiego do funta szterlinga.